# 申报
《申报》（Shun Pao）原先全称《申江新报》，清同治十一年三月二十三日（1872年4月30日）创刊于上海，创办人为英商安纳斯脱·美查（Ernest Major）。1949年5月27日，中国人民解放军进入上海后，因意識形態不同且《申报》为中国国民党党产，中國共產黨宣布立即停刊。前后总计经营77年，共出版25600期，为近代中國发行时间僅次於《中央日報》、具有广泛社会影响的报纸。

## 历史

### 背景
1843年，因清政府对英战败，上海被迫作为五口之一城市，开埠通商。西方的科技文化迅速涌入上海，随之而来的亦有新闻报纸。1861年，上海首份中文报纸《上海新报》创刊，此后的十多年里，由字林洋行出资、美国传教士伍德担任主编的《上海新报》一直占据上海的中文报业。尤其是《上海新报》开办时，时值太平天国夺取了苏、杭，并预备进军上海的时期。当时《上海新报》通过发表即时的战争通讯稿而一举获得上海市场的青睐。
由于占有大量市场，使得《上海新报》获得大量的广告收益，因而也使得许多别的在沪商人意识到在上海办报所蕴含的巨大经济潜力。而英商安纳斯脱·美查亦是其中之一。

### 创刊

《申报》创刊号

《申报》的创办者英商安纳斯脱·美查起初和他的哥哥菲而特利克·美查一起于1860年到沪，从事进出口贸易。在《上海新报》获得成功以后，美查的买办陈莘庚于是建议他也办一份中文报纸。当时美查已经来华将近十多年，因而对于本埠的情况了如指掌，并且也略懂汉字。他发现当时上海的英文报纸已经种类繁多，但是中文报纸只有《上海新报》一份。尽管租界是外国人的势力范围，但是由于太平天国运动后租界涌入大量华人，因而中文报纸将会有极大的市场，于是他与好友伍华特（C. Woodward）、普来亚（W. B. Pryce）和约翰·瓦基洛（John Wachillop）四人集资合伙，于1871年5月19日立约各出400两银子创办报纸，众人推举美查为主事人，租用公共租界汉口路309号作为基地开始报纸的筹办。
美查将《申报》的目标客户设定为上海的华人，并且形式上应该与教会报纸有所区别，因此认为应该聘用中国人主办报纸。美查曾《申报》上自文《本报作报本意》，声明自己的立场：“所卖之报皆属卖与华人，故依持者惟华人，对国家使除其弊，望其振兴，是本馆所以为忠之正道。”因此聘用举人蒋芷湘担任总主笔（即总编），钱昕伯、何桂笙为主笔，自己的买办赵逸如担任财务会计（相当于经理），赵逸如离任后则由青浦人席子眉顶替。为了亲身参与报社事物，雇佣葡萄牙人毕德礼作为中英翻译，专门同报社内外中国人打交道。
《申报》的主笔也多愿意同美查合作，《论新闻日报馆事》中就有评价民间创办新闻难免触碰清政府的禁忌，现在多数报馆都有外国人参与，汉口则有纯华人的报馆开办即关停，因此中国人很难不借助外国人创办报纸。尽管如此，美查也不是毫无顾忌，美查在来上海不久和一位酒吧老板的女儿发生恋情并结婚，因此为上流社会所不容，婚后即被上海总会开除，直到《申报》成功后才恢复会员资格，后来还被推举为公共租界工部局董事。美查在创办早期曾经要求主笔“慎勿评品时事，臧否人物，以缨当世之怒，以取禁止之耻”，但到了后来就只是听之任之，乃至于置身事外。
在开始创办前，香港的中文报纸《中外新报》已经发行十多年，因此美查专门派遣钱昕伯前往香港进行考察和借鉴。钱昕伯到香港找到自己的亲家——正在创办《循环日报》的王韬，王韬则为《申报》提供了不少建议，主张报纸不仅要有新闻还要有评论文章，重视评论所提出的问题。

### 办报初期
1872年4月30日，《申报》正式创刊。《申报》在最初没有记者或通讯员，只有主笔，新闻主要靠翻译上海和香港的外文报纸或者读者来信。随着报纸越办越大，开始在全国各地招聘通讯员，从此新闻来源越来越多，报纸的名声也越传越远，尤其是1874年牡丹社事件、1882年朝鲜兵变、1883年中法战争等战事的独家报道。在牡丹社事件中，《申报》老板美查凭借着自己英国人的身份，于1874年7月亲自前往台湾采访，不仅向东南沿海处于战争阴霾中的中国人介绍了日本人进攻台湾的具体情况，还向长期闭关锁国的中国大陆介绍了台湾的历史人文。发生于1873年末的杨乃武与小白菜案虽然在最初并没有得到《申报》的报道，但从1874年10月开始《申报》逐步披露了此案的冤屈，不仅促进案件的最终平反，还令《申报》深入江南城乡，成为新闻纸的代名词。
《申报》创办之后，《上海新报》为了与《申报》竞争改为日报，并使用进口瑞典纸印刷，但由于发行量和成本都难比《申报》，因此于1872年12月停刊，《申报》在此后两年成为上海市面上独一家中文日报，开始成为一家全国性日报。1874年《汇报》创立后，与《申报》展开了长达数月的论战，起初《申报》欢迎中文报纸有同行，而后在《申报》因批评杨月楼案滥用酷刑受到上海县令扬言报复后，《汇报》指责官府放任《申报》在杨月楼和杨乃武案上攻击中国司法制度，维护官府的刑讯逼供，还指责《申报》作为英资报纸帮助外国人损害中国人，后来还肆意攻击《申报》有杨乃武案的帮凶，钱昕伯和王韬报道呼应属于翁婿“同恶相济”，最终论战以《汇报》在1875年关张告终。
《申报》在首年销量在1000份左右，1887年就已在江浙等34处和日本、英国、法国首都设立分销处，发行量也增长到10000份。

### 后美查时代
1899年美查将申报改组为股份有限公司，售出自己的股份，得银10万两，返回英国，《申报》事务由董事会主持。董事会中有一位中国人梁金池。改组后的报馆买办为席裕祺（原买办赵逸如病故），主笔黄式权，英籍董事埃波诺特（E. O. Abufhnot）总揽馆务。
1907年，上海金融世家席裕福以75000元购买了申报所有的股权，成为唯一股东。自此《申报》的产权与管理权均由中国人进行掌控。1911年，《申報》推出副刊“自由谈”。

### 史量才时代
1912年，由于经营不善，席裕福将《申报》股份全盘售予史量才、张謇、应德闳、赵凤昌和陈冷等五人。由史量才担任总经理，陈冷为总主笔。席裕福仍任经理直至该年年末辞职，由张竹平继任。1915年，张謇等人相继退出申报的经营，将股份转手售予史量才，于是《申报》所有股权均归史量才一人所有。史量才自全面接手《申报》后，聘用张竹平担任经理，在报馆内设置广告推广科和报纸推广科，大力拓展广告业务以及营销业务。到1916年，申报全年发行量已达到2万余份。
1918年，申报馆斥资70余万银元建造新的报馆大楼，并且前后从国外购入当时最先进的新式印报机、制铜版机等印报设备。从而使得申报馆的硬件设施在全国首屈一指。同时，在业务方面的提高，也使得《申报》的利润逐年攀升，成为上海乃至全中国最大的商业日报之一。
到了1922年，申报创刊50周年，该报发行量已经突破5万份。当时由于局势相对不明朗，处在政局迭变的时期，《申报》不得不采用保守的政治立场，以在各种政治势力相互角逐的上海能够尽可能的避免麻烦。而对于当时的一系列敏感话题，申报亦采取不评论或较少评论的策略。然而，作为华资报纸，《申报》并未掩盖其爱国立场。五四运动期间，《申报》连同《新闻报》、《时事新报》等七家大报声明拒登日商广告，并拒绝采用日人经营的东方通讯社、国际通讯社（两者后为今日共同社前身）等所发的华文稿件，以作支持。
1929年，总主笔陈冷、经理张竹平等相继辞职，申报发展因为人事巨变而发生经营危机。史量才启用张蕴和继任总主笔，而选派马荫良继任经理，同时酝酿报纸改革。1931年1月，《申报》成立了总管理处，负责一切的报务工作。而史量才则自任总经理兼总务部主任，延请黄炎培、陶行知、戈公振等民主人士进入报社，参与申报的改革。
1932年11月30日，《申报月刊》上刊发了本报的《申报六十周年革新计划宣言》，提出申报在新闻和广告编排、国内外通讯、《自由谈》副刊等12个方面进行全方位的改革。此次改革尤以副刊“《自由谈》”方面的改革效果最为显著。《自由谈》创刊于1911年，自创办以来一直是鸳鸯蝴蝶派作家的重要阵地，而在这次改革中，史量才撤换了担任了12年主编的周瘦鹃，任命曾留学法国的黎烈文担任《自由刊》的主编。在黎烈文的主持下，以鲁迅为代表的大批左翼作家的文章得以在《自由刊》上发表，其文紧扣时事，尖锐泼辣，风格多样，颇受当时读者的欢迎。此次改革显示了评论在《申报》的地位上升到相对重要的地位。
除了日常的报务以外，《申报》还积极致力于公众文化，自1932年到1933年12月，申报馆先后创办了流通图书馆、妇女补习学校、新闻函授学校等文化教育机构。集结出版《申报月刊》、《申报年鉴》、《申报丛书》、《中华民国新地图》等书刊杂志。
九一八事变后，由于国民政府执行“不抵抗政策”，《申报》遂进行大肆抨击，因而使得政府颇为不满。于是在1932年8月，国民政府军事委员会委员长蒋中正亲自下令“禁止邮送”《申报》。由于《申报》为全国性的大报，尽管主要在公共租界内出版，但租界外地区均由邮局投递，此举禁送等于将《申报》局限于上海公共租界内，极大影响了报馆的外埠市场。所以最后由于各方努力，史量才与政府达成协议，决定辞退陶行知、黄炎培等人，但未接受政府提出的“由国民党中宣部派员进驻报社指导”的条件。35日后，政府宣布解禁，恢复邮递。自禁送事件以后，申报与政府之间的矛盾累积加剧。
1934年3月，上海《申報》以《蔣委員長注重民族意識》為題，刊出一則消息，稱：「蔣委員長頒令各省府，轉知所屬云，各種書刊封面題字標語等，概不准用立體花色字體及外國文，而於文中中國問題，更不得用西曆年號，以重民族意識。」1934年11月，申报董事长史量才于由杭返沪途中被中国国民党委派的特工暗杀。此案震惊全国，一时之间舆论哗然。史量才故去后，其子史泳赓继承了《申报》所有资产。但经此事件后，《申报》言论逐渐趋于保守。

### 抗战八年

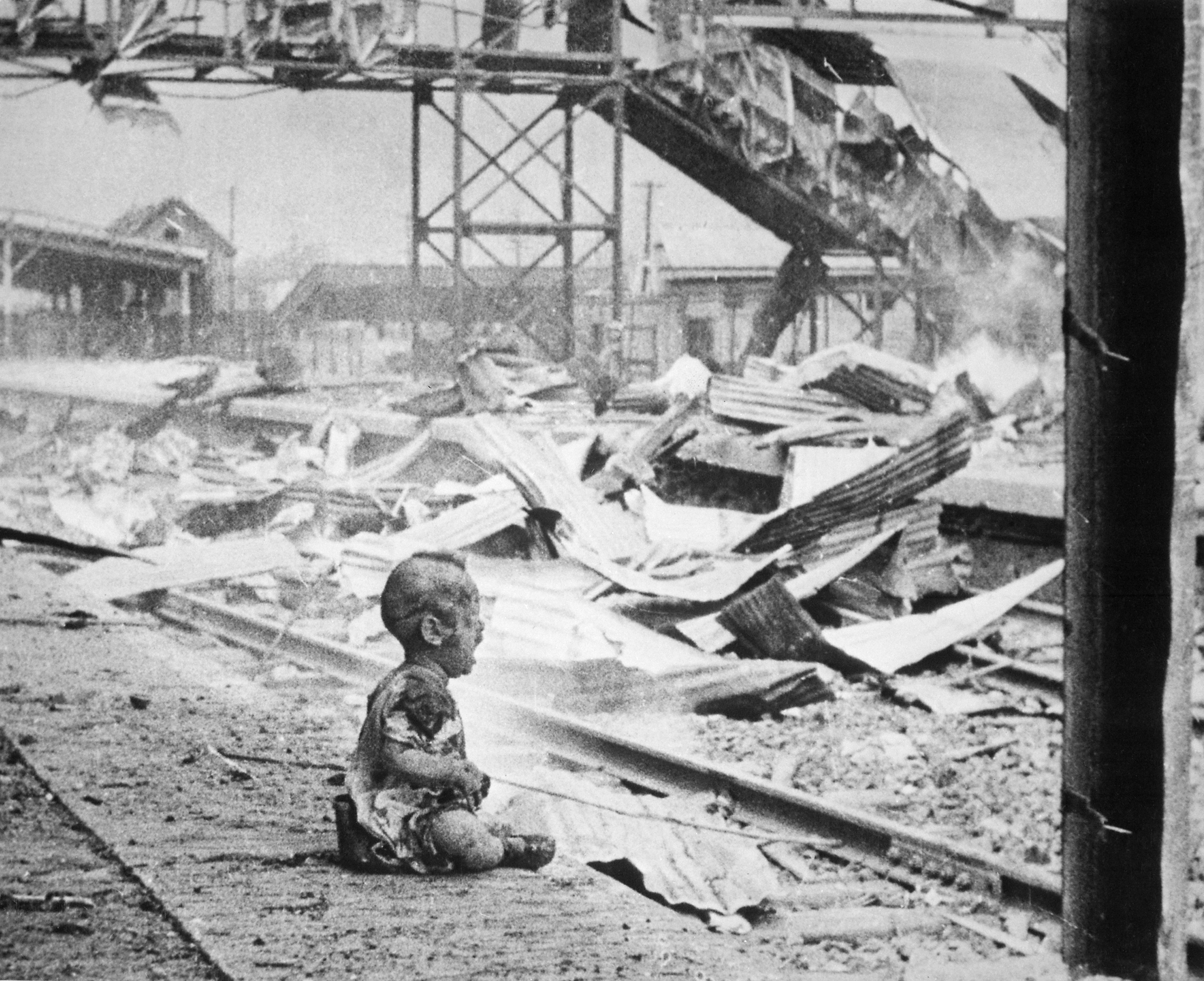
抗战期间，由申报记者王小亭所摄的遭日机轰炸后的上海南站

抗日战争期间，《申报》数度停刊复刊，历经波折。
1937年11月，上海沦陷后，日方企图控制该报，《申报》拒绝其新闻检查，于1937年12月14日宣布停刊。1938年1月、3月，汉口版、香港版先后复刊，但汉口版于当年7月停刊，香港版于次年7月停刊。1938年10月10日，《申报》借美商之名在上海租界复刊。1941年12月8日，日军开进上海公共租界，申报再次停刊。一周后，在日军威胁下，《申报》复刊，完全为日军报道部所控制。1942年日军军部突然派人查封《申报》。12月6日，日本海军派汉奸陈彬龢以“军管会”的名义接管《申报》，并任命陈为社长。日本投降当天，陈彬龢潜逃。1945年9月17日《申报》停刊。这个时期的《申报》副刊是文艺副刊《春秋》（1933年1月10日创刊）以及1938年复刊后新创的若干专刊，如《战时青年》、《游艺界》、《大众周刊》、《国医与食养》等等。

### 抗战后至停刊
抗战后，由于战时《申报》为日军强占，于是政府以《申报》“附逆”为名，成立以CC系要员潘公展为主任的申报报务管理委员会，对其实施接管，将设备封存。1945年11月22日《申报》复刊，潘公展任指导员，立法委员陈训悆为总经理兼总编辑。从此，《申报》完全被国民党CC系控制。到1946年5月，国民政府强迫史泳赓出让51%股份给政府，实行官商合办，彻底改变了74年来申报的民营性质。同时，在此基础上，改组申报董事会，调整报社工作机构，政府委派杜月笙任董事长，陈冷任发行人，潘公展任社长兼总主笔，陈训悆任总经理兼总编辑。而史泳赓则转任副董事长。
1949年5月25日，解放军接管上海苏州河南岸市区，中共委派工作组进入报馆。由于此时《申报》已为中国国民党官方报纸，因而终刊必在意料之中。5月27日，《申报》出至第25599号后宣布终刊。翌日，中共中央华东局兼中共上海市委机关报《解放日报》在申报馆原址上出版第一期。

## 新闻报道

### 版面和内容
《申报》最初有8个版面，每版长宽约20厘米；由于纸质粗糙，因此最初只能使用手摇打印机打印，发行量增加之后改为煤气动力的机器打印机打印，最后改用机制四川赛连纸。内容上，以新闻为主，涉及上海及江南重要城市，尤其重视上海租界新闻，也会报道志怪传说和社会事件，例如杨乃武、杨月楼案成为申报长期追踪报道的内容；报纸的第二部分则为言论板块，文风最初和八股文文体相近，后来随着评论增加，逐步脱离八股文，并成为每期必备的内容；《申报》还有专门的文艺板块，既有《竹枝词》这样的诗词歌赋，也有散文歌曲，还有西方名著的翻译，后来还发展为独立的副刊，是中国历史上最早刊登文艺作品的报纸；此外，还有清政府的官方文书的抄文，涉及谕旨、奏折、宫门抄写，方便读者了解国家的方针大事，最初可以占到独立的一个版面；美查本就想靠广告赚钱，广告栏目可以占二三个版面，包括船期行情、洋行公告和商品广告。

### 报道质量和价值取向
《申报》尽管是以营利为主要目的的商业报纸，但是自创办之初十分注重新闻的品質，对新闻的真实性有正确的认识。美查等人曾经说“办报虽要得利，但必要时经济之需，下知小民稼穑之苦” 在1875年10月的社论《论本馆作报本意》中所说的“若本报之开馆，余愿有直言之不讳焉……公道终必先露。本馆唯执公道，亦所不惮也……”。例如在1874年日本侵台，申报首次对战事进行特别报道。 申报特别委派记者前往台湾进行采访，发表了具体生动的《台湾军事实录》等战地通讯，这是上海中文报纸中军事通讯的开端，也是《申报》重视新闻真实性的反映。
19世纪80年代中法战争时期，《申报》特派战地随军记者进行新闻报道，并且坚持新闻的真实性。一边赞扬作战的黑旗军的勇敢，一边亦对清廷对于战事的作壁上观大加挞伐。不仅解除了时人对于战事的忧虑，同时亦为申报馆赢得了声誉。
在对待社会现象时，《申报》也一样给予相对公正的评论。例如反对缠足；主张在过外白渡桥时华人与洋人一样对待；主张取消码头工人的把头制度等等。

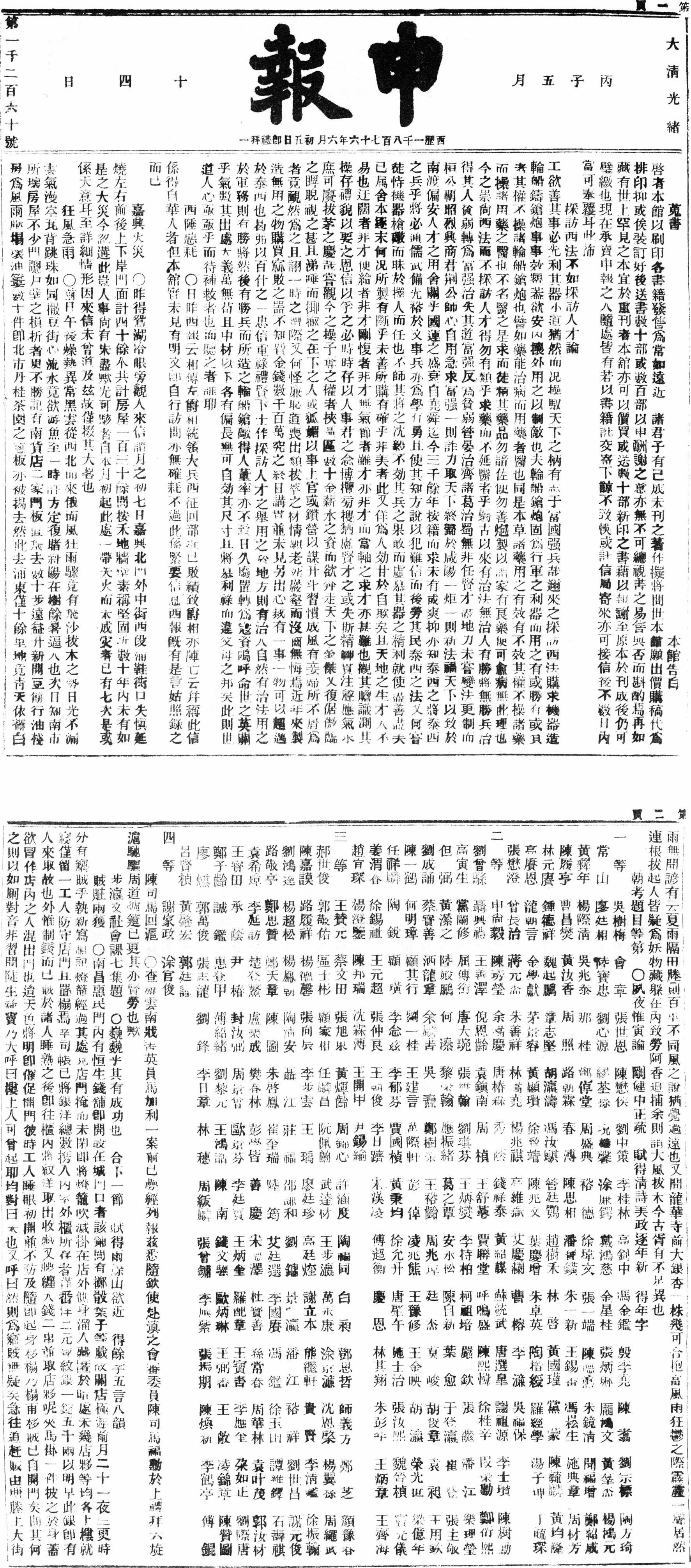
《申報》1876年6月5日頭版

在另外一方面，《申报》早期离不开自己所仰仗洋人的立场，多次为英国人利益宣传。
在左宗棠进军新疆期间，《申报》多次刊发谣言，如曾在头版发布西陲噩耗发布消息称“传左爵相（即左宗棠）统领大军西征回部，近已败退，爵相亦阵亡”。左宗棠对《申报》之报道十分气愤，姚云鹤著《上海闲话》即载有其与友人书信中含有“江浙无赖文人以报馆为末路”这类的言语。

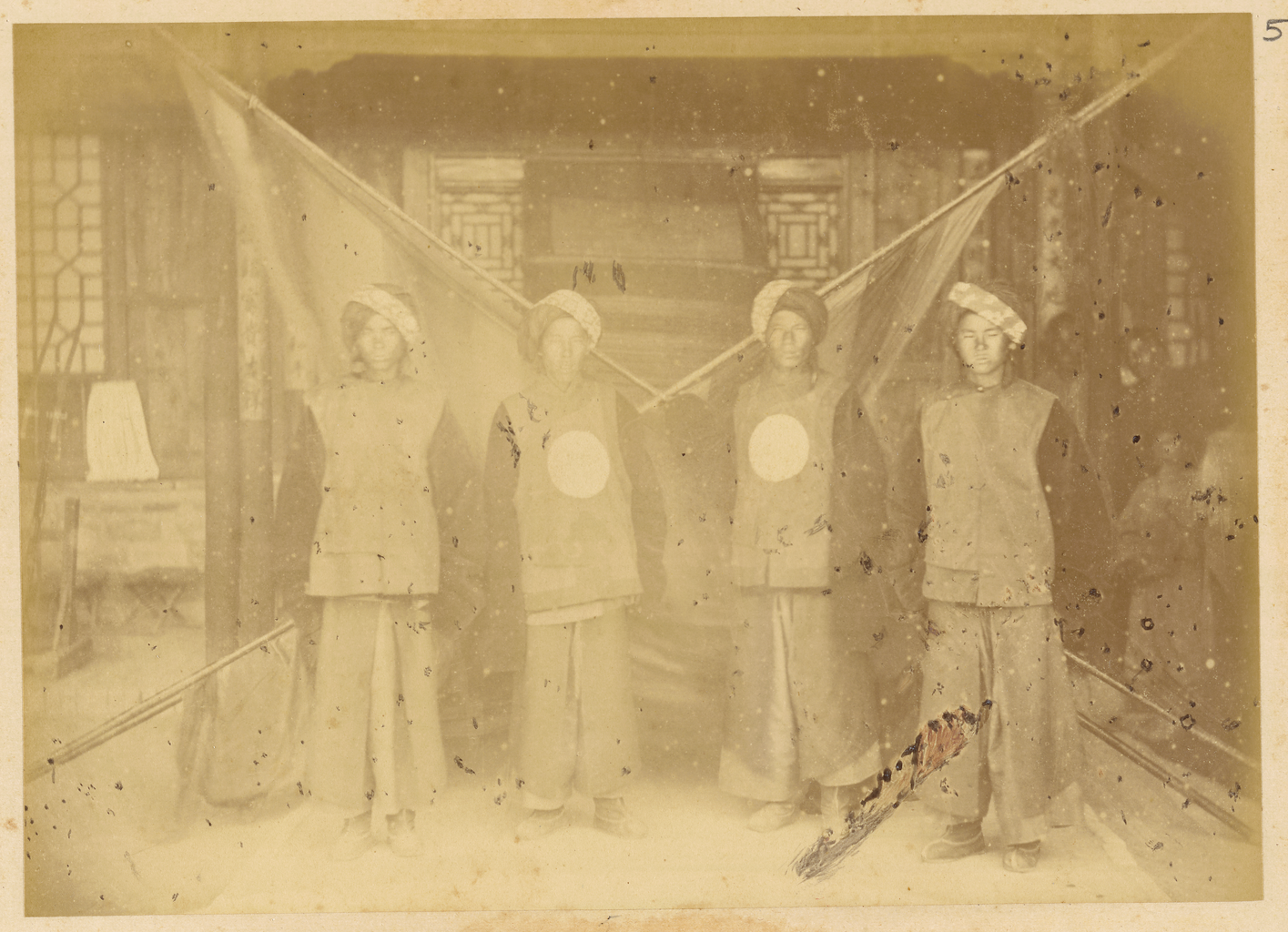
身着马褂的中国士兵，1875年攝於新疆哈密

## 影响

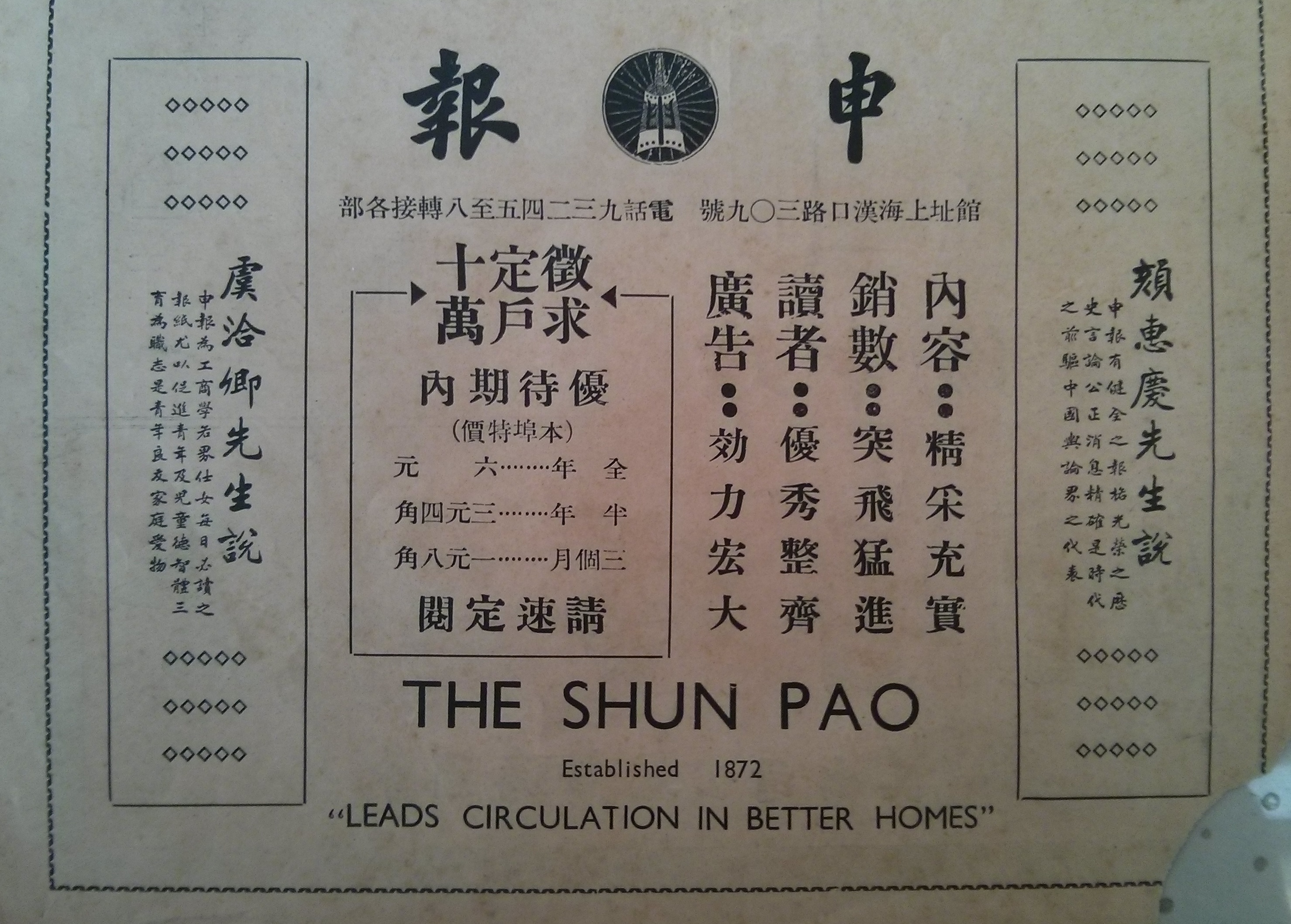
附於申報館出版的《第七屆全國運動會畫刊》後的申報徵訂廣告。民國三十七年（1948年）。

《申报》从发刊到终刊，历时77年，出版时间之长，影响之广泛，同时其他报纸难以企及，在中国新闻史和社会史研究上都占有重要地位。因《申报》见证、记录晚清以来中国曲折复杂的发展历程，被人称为研究中国近现代史的“百科全书”。
《申报》在创办初期，通过杨乃武与小白菜一案的报道，轰动朝野，展现了报纸媒体在新闻传播与舆论监督方面所起到的重大作用。及至史量才时代，《申报》以“无偏无党”“独立之精神”为办报宗旨。《申报》所倡导的舆论的“独立”对中国近现代报业的发展作出了不可磨灭的贡献。
在报道方面，《申报》坚持以新闻报道为主体，坚持新闻的客观公正是维持一个媒体地位最可靠的因素。这也就是《申报》能在新闻界屹立77年而不倒的根本原因。在“杨乃武一案”中，《申报》逐渐通过客观的新闻报道而非市井猎奇，向国人和同仁展示了近代报纸应有的新闻报道标准。成为近代华文报纸模仿和学习的楷模。
而在经营方面，早期《申报》的成功经营，挤垮了字林洋行创办的《上海新报》，迫使其新办《沪报》，《沪报》为了应对《申报》的竞争，也采用同样的本土化方法，并从《申报》挖人。此外在《申报》的影响下，英国商人与中国商人张叔和等合资创办的《新闻报》，也大力模仿《申报》。
由于早期《申报》在沪的巨大影响，在上海话中将报纸称为“申报纸”。

## 营销策略
《申报》开办初期定为双日刊，从第5期起改为日报。为了凸显《申报》的本土特色，在报纸的名字上采用“申”字即上海的别称来作为报纸的名称。同时，并没有采用《上海新报》所使用的西式排版格式，而是采用传统的中式书册式排版，并且一直延续了下来。而且，报纸开始时并没有采用当时进口的白报纸，而是使用传统土产连史纸。尽管土纸只能单面印刷，但是却为后来的价格战打下基础，大幅削减了《申报》的成本。《申报》当时的售价为每份8文，外埠每份10文，远远低于竞争对手《上海新报》每份30文的定价。此外，报纸还在本埠设立了22个代销点，并且有专门人员负责给商号上门送报，同时在上海首创雇佣报童等方式进行推广营销。由于申报竭力推行本土化经营和有效的商业手段，因而使得报纸销量直线上升。开办4个月便使得销量由最初的600份上升到3000份。半年后，由于无法匹敌《申报》的价格战和营销手段，使得开办了10多年的《上海新报》不得不宣布停刊，由此《申报》成为了本埠当时唯一的汉语商业报纸。

## 知名报道

### “杨乃武案”报道
发生于清末的杨乃武与小白菜案，为清末四大奇案之一，其时间之长、影响之广亦属罕见。当然，此案的最终定案与《申报》有着特殊的关系。由于《申报》当时为英商报纸，且设于租界，故受治外法权的保护。《申报》开始关注此案时，该案已经开审两年有余，当时，《申报》将其作为一个社会新闻来报道，1874年1月6日，发表了一篇题为《记禹航某生因姦謀命事细情》的长篇报道。当时此篇报道由于根据市井传闻而得，所以极具都市傳說猎奇色彩。此篇报道发出数日之后，申报又于13日至15日连续披露该案疑点，以及审案过程中的相关府县对杨乃武遭刑讯逼供，布政使司复审时翻案等详情。由于《申报》在开办之初便迅速成为大报，在上海本埠以外亦有大量发行，所以报道使得原先仅限于浙江省内和部分官员熟知的案件，变成众人皆知，因而引起社会广泛关注。
由于该案审理过程漫长将近四年，《申报》一直持续跟踪报道。随着《申报》的成熟，对于该案的报道亦更加规范化，从当初的猎奇视角逐渐变成客观公正的报道。《申报》一方面及时转载《京报》上刊载的上谕、奏折等公文外，另外播发了40余篇评论和报道，同时还将告状状书一并刊载，为划时代之举。《申报》一方面刊载批评此案中官方的言论，另一方面一些官方立场的稿件也能顺利刊登，此举表现了媒体的客观性，充分赢得了读者的公评。
而《申报》对于此案最大的贡献，在于使中国政府无法像以往一样掩盖特定案件，使公眾对司法亦起到一些监督作用。

## 知名人物
管理層
- 安纳斯脫·美查
- 史量才
- 陈训悆

编辑
- 黎烈文
- 周瘦鹃

记者
- 邵飘萍
- 黄远生
- 俞颂华
- 王小亭

## 《申报》之最

### 增刊及白话文报之始
自1876年3月30日开始，申报馆出版了用白话文编写的《民报》，这便是中文增刊的开始，同时也是最早的使用白话文和标点符号的报刊。《民报》为周三刊，每星期二、四、六出版一张，旨在“俾女流、童稚、贩夫、工匠辈皆得随时循览，以拓知识而增见闻”。

### 最早的战事通讯员
1874年日本侵台，1884年中法战争，1894年甲午战争。《申报》均有相当于战地记者身份的战事通讯员，在战争前方发回报道。1874年6月日本借口侨民被杀，派兵入侵台湾，《申报》特派一位实习记者到当地采访。1883年法军入侵越南时，《申报》特雇俄国籍访员到法军军营中采访，争取报导最真实情况。1884年2月，《申报》在欧洲和香港特约外籍记者，以采访关于“法越交涉事件”的新闻。这些人是中国新闻史上最早的战事通讯员。

### 最早出版的“号外”
1884年8月5日，中法战争爆发。由于当时上海疯传法国海军正集结于福州外港，准备向南洋水师进攻。8月6日下午6时，《申报》的前方记者于福州前线发来快电，内容为“驻榕法舰尚无动静”。由于当日《申报》已经交付印刷，但为了满足市民对于消息的渴望，于是报馆决定将此条消息单印，不列入正常的编号，于是这便成为中文报纸最早的正式“号外”（此前还有王韬主编的《循环日报》在1874年5月4日发出的“小纸”，但并非正式号外）。

### 最早使用电讯传递新闻
1881年12月24日，上海至天津的电报线路铺设完成。翌年1月16日，《申报》便开始通过电讯方式传送上谕，于是便成为国内电讯传递之始。

## 《申报》的保存
自1872年4月30日出版第一期开始，到1949年5月27日终刊，前后长达78年之久，是出版时间最早、历史最悠久的报纸之一。《申报》全面记录了晚清同治、光绪、宣统三朝至民国时期中国的政治、经济、军事、外交、文化、民俗等诸多方面和重大历史事件。不过由于期间战事纷扰，因而78年全套的《申报》保存实属不易。
早在1912年，为纪念发行40周年，报馆曾向社会发出悬赏启事，征集全套《申报》。直到后来一位名叫张仲照的读者向报社捐赠了个人收藏的自创刊到辛亥革命为止的完整《申报》全套。为了表彰这位热心的老读者，在1922年，《申报》馆在出版50周年纪念册时，将张仲照先生的照片印于首页，以感谢其对报纸的一贯支持。
抗战期间，由于《申报》馆为日军所掌控，所以出于保护史料的目的。申报馆原总经理马萌良同原编辑孙恩霖与天主教徐家汇藏书楼取得联系，将藏书楼所藏《申报》进行核对，并记下所缺期数。然后将馆里所藏得报纸找出补齐，分批秘密运往藏书楼。1949年以后，上海图书馆开始清理全套《申报》，并迅速进行补缺的工作，经过数十年的积累，尽管有极少的缺失，但已经基本接近完整。

## 《申报》的现状
1983年，上海书店将《申报》影印出版。2007年进行了第二次影印，售价达28万元。
目前，上海图书馆为全世界《申报》收藏最全的单位，藏有全套原版《申报》。
台灣中央研究院購有申報資料庫（限於院內IP使用）。收錄範圍：1872年4月23日至1949年5月27日。
台灣大學圖書館購入紙本，據上海圖書館藏原報縮小影印，共四百冊。收錄範圍：1872年4月30日-1949年5月27日。
註：抗日戰爭初期，上海《申報》一度停刊，曾先後出版漢口版（1938年1月15日-7月31日）及香港版（1938年3月1日-1939年7月10日）。1938年10月10日《申報》在上海復刊。影印本均予收編。
台灣大學與台灣師範大學圖書館提供《申报》的資料庫給學校使用。聯合報系旗下的聯合知識庫亦提供《申报》的資料庫以供讀者付費使用。

### 引用
1. ↑  Dates from Roberta Wue, "The Profits of Philanthropy: Relief Aid, Shenbao, and the Art World in Later Nineteenth-Century Shanghai," Late Imperial China 25 (June 2004), pp. 187-211.
2. ↑  .   [2010-01-16]. （原始内容存档于2015-05-03）.
3. ↑  .   [2019-04-20]. （原始内容存档于2012-07-15）.
4. ↑  .   [2017-12-15].[永久]
5. ↑  .   [2017-12-15].[永久]
6. ↑  .   [2020-12-07]. （原始内容存档于2021-11-09）.
7. ↑  赵云泽 (编). . . 北京市: 中国人民大学出版社. 2012: 55–59. ISBN 978-7-300-16018-4.
8. ↑  方汉奇. . 中国人民大学出版社. 2007. ISBN 7-300-02098-4.
9. ↑  .   [2017-12-15]. （原始内容存档于2012-07-21）.
10. ↑  《申報》，上海，1934-03-28
11. ↑  王灿发 何新华. . 《青年记者》.
12. ↑  .   [2017-12-15].[永久]
13. ↑  .   [2017-12-15]. （原始内容存档于2010-01-14）.
14. ↑  . txs.youth.cn.   [2017-12-15]. （原始内容存档于2012-07-28）.
15. ↑  黄瑚. . 复旦大学出版社. 2007: 25. ISBN 7-309-02571-7 （中文）.
16. ↑  . 申報. 1874-01-06: 2.
17. ↑  .   [2010-01-19]. （原始内容存档于2010-10-24）.
18. 1 2  方汉奇. . 中国人民大学出版社. 2004. ISBN 978-7-300-04356-2.
19. ↑  . 新华网.   [2010-01-20]. （原始内容存档于2008-12-24）.
20. ↑  李贞刚. . 《收藏》月刊.
21. ↑  李贞刚. . 《新华月报(天下)》.
22. ↑  .   [2017-12-15]. （原始内容存档于2011-05-24）.
23. ↑  .   [2017-12-15]. （原始内容存档于2012-07-12）.
24. ↑  . 中央研究院圖書館服務.   [2018-04-26]. （原始内容存档于2018-04-26）.
25. ↑  . 臺灣大學圖書館.   [2017-08-23]. （原始内容存档于2017-07-03）.
26. ↑  . 國立臺灣師範大學圖書館.   [2017-08-23]. （原始内容存档于2017-08-23）.
27. ↑  . 聯合知識庫.   [2015-06-19]. （原始内容存档于2017-01-08）.